# Friedrich Ludewig Bouterwek
Friedrich Ludewig Bouterwek, född 15 april 1766, död 9 augusti 1828, var en tysk filosof och estetiker. Han var farbror till Friedrich August Bouterwek.
Bouterwek blev professor i Göttingen 1797. Till en början var han anhängare av Immanuel Kant, men övergick i sitt främsta verk, Idee einer Apodiktik (2 band, 1799) till en "absolut virtualism" enligt vilken vi genom själviakttagelse uppfattar oss som viljande och levande krafter, varvid även tingen utom oss tänks som sådana. Bouterweks tankegångar blev en viktig inspirationskälla för Arthur Schopenhauer.
Andra viktiga verk av Bouterwek är Aestetik (3:e upplagan, 1824) och Geschichte der Poesie und Beredsamkeit (12 band, 1801-19).